# Перфецький Євген Юліанович
Євге́н Юліа́нович Перфе́цький (псевдонім Віктор Домонтович) (народився 11 квітня 1884 в селі Носові біля Лісної на Підляшші (в інших джерелах — народився 1888) — помер 18 серпня 1947, Бардіїв, Словаччина) — український історик-славіст,професор.

## Життєпис
Після закінчення у 1912 році Санкт-Петербурзького університету, залишивсь там працювати і був учнем відомого філософа О. Шахматова.
Входив до складу першого Тимчасового комітету із заснування Національної бібліотеки України як секретар, прилучився разом з В. О. Кордтом до створення першого статуту НБУВ.
Восени 1918 року докладав зусиль по врятуванню монастирських бібліотек та щодо передання врятованого до НБУВ.
Габілітувався 1919 року в Київському університеті за наукову роботу з історії Східної Європи. У 1921 році виїхав до Чехословаччини для ведення досліджень історичного минулого Угорської Русі, а у 1922 вдруге габілітувався у Братіславському університеті, в якому працював до кінця свого життя- як декан філософського факультету.
З 1926 року був членом Братіславського наукового Товариства ім. Шафарика. Більшість праць публікував словацькою і чеською мовами. Євген Перфецький був рідним братом Леоніда та двоюрідним Романа Перфецького.
Автор праць з історії Закарпаття:
- 1915 — «Релігійний рух у 16 та на початку 17 століття в Угорській Русі»,
- 1917 — «Угорська Русь в 12 столітті»,
- 1924 — «Соціально-господарські взаємовідносини Підкарпатської Русі в 13-14 століттях».

## Вибрані праці
- Перемишльський літописний кодекс першої редакції в складі хроніки Яна Длуґоша [Архівовано 7 квітня 2014 у Wayback Machine.] // Записки НТШ. — 1927. — Том 147